# دييغو أليخاندرو سيلفا
دييغو أليخاندرو سيلفا (بالإسبانية: Diego Silva Fuentes)‏ هو لاعب كرة قدم ومدرب كرة قدم تشيلي، ولد في 11 مارس 1983 في سانتياغو في تشيلي. لعب مع نادي كوبريلوا.

## وصلات خارجية
- دييغو أليخاندرو سيلفا على موقع قاعدة بيانات كرة القدم.إي يو (الإنجليزية)
- دييغو أليخاندرو سيلفا على موقع Soccerway.com (الإنجليزية)
- دييغو أليخاندرو سيلفا على موقع AS.com (الإسبانية)